# NGC 2504
NGC 2504 је галаксија у сазвежђу Мали пас која се налази на NGC листи објеката дубоког неба.
Деклинација објекта је + 5° 36' 28" а ректасцензија 7h 59m 52,2s. Привидна величина (магнитуда) објекта NGC 2504 износи 13,0 а фотографска магнитуда 14,0. NGC 2504 је још познат и под ознакама UGC 4152, MCG 1-21-4, CGCG 31-15, IRAS 07572+0544, PGC 22414.